# Ślepa sprawiedliwość
Ślepa sprawiedliwość (ang. Blind Justice, 2005) – amerykański serial kryminalny nadawany przez stację ABC od 8 marca do 21 czerwca 2005 roku. W Polsce nadawany był przez AXN.

## Opis fabuły
W trakcie ulicznej strzelaniny detektyw Jim Dunbar (Ron Eldard) wkracza do akcji i zabija napastnika. Przypadkiem zostaje ranny, na tyle niefortunnie, że traci wzrok. Ponieważ nie wyobraża sobie pracy za biurkiem, chce nadal aktywnie służyć w policji. Wielomiesięczna rehabilitacja przynosi efekty. Dunbar zostaje przydzielony do nowego posterunku. Praca przynajmniej na początku nie będzie łatwa. Nawet jego nowa partnerka, Karen Bettancourt (Marisol Nichols), nie wierzy, że może na niego liczyć. Mimo kalectwa Dunbar jest doskonałym gliną: utrata wzroku sprawiła, że „widzi” pozostałymi zmysłami.

## Obsada
- Ron Eldard jako detektyw Jim Dunbar
- Marisol Nichols jako detektyw Karen Bettancourt
- Rena Sofer jako Christie Dunbar
- Reno Wilson jako detektyw Tom Selway
- Frank Grillo jako detektyw Marty Russo
- Michael Gaston jako porucznik Gary Fisk
- Saul Rubinek jako doktor Alan Galloway